# در گلستانه
در گلستانه نام آلبومی است که در زمستان سال ۱۳۶۶ به مناسبت شصتمین سال تولد سهراب سپهری، به آهنگسازی هوشنگ کامکار، آواز شهرام ناظری، دکلمهٔ احمدرضا احمدی، همکاری گروه کُر مرکز سرود و بر روی اشعاری از «سهراب سپهری» منتشر شد.

## توضیح اثر
«در گلستانه» اثری است در سبک «موسیقی ملی ایران» که برای ارکستر سمفونیک، آواز سلو، گروه کُر، به همراهی سازهای سنتی سنتور، سه‌تار، کمانچه و دف تنظیم شده‌است. منظور از «موسیقی ملی ایران» بهره‌گیری از ویژگی‌های موسیقی سنتی و فولکور ایران به عنوان هستهٔ اصلی و تلفیق آن با جنبه‌هایی از تکنیک و فنون آهنگسازی موسیقی علمی جهان، مانند کنتر پوان، هارمونی، ارکستراسیون و به‌کارگیری انواع سازها است.
به غیر از «هارمونیزه» کردن و به‌کارگیری تدابیر «کنترپوانتیک» و تکنیک‌های آهنگ‌سازی موسیقی علمی، در این اثر سعی شده تا در حد امکان حالات «موسیقی سنتی ایران» با شعر نو و به ویژه شعر «سهراب سپهری» که دارای ویژگی‌های خاصی در میان شاعران نوپرداز بعد از نیما یوشیج است مطابق و هماهنگ گردد. از آنجایی که موسیقی سنتی ایرانی به دلایل گوناگون سال‌های متمادی است که به همان شیوهٔ مرسوم اجرایی «تک صدایی» و با اشعار عروضی ارائه می‌شود، هماهنگی موسیقی به خصوص در بخش‌های آوازی با شعر نو کار بسیار دشواری است.
قطعهٔ «در گلستانه» مطابق با محتوای شعر به ترتیب از آواز اصفهان شروع می‌شود، اشاراتی به چهارگاه، دشتی، شور، بیات ترک، ماهور و افشاری دارد و در ماهور به پایان می‌رسد.
این اثر بیشتر توصیفی بوده و در آن تصاویر صوتی تا حد امکان بیانگر فضای شعر و کلمات می‌باشند. رنگ سبز، آب، دشت، کوه، اندوه و حالات عرفانی به وسیله رنگ آمیزی مختلف سازها، پاساژها و افه‌های ارکستری به تصویر کشیده می‌شوند. توجه به رنگ صوتی خالص هر یک از سازها و «هارمونی مُدال» و تلفیق آن با نغمه‌های «موسیقی سنتی» و همچنین نحوه به‌کارگیری جدید «آواز سُلو» از دیگر ویژگی‌های این اثر است. بنابراین نقش ارکستر و ترکیبات مختلف سازها اهمیت خاصی یافته و برخلاف نحوهٔ اجرایی موسیقی سنتی و دیگر انواع موسیقی ایرانی، موسیقی خالص ارکستری با قسمت‌های آوازی در مقام یکسانی قرار گرفته و هیچ‌کدام بر دیگری ارجحیتی ندارند.
چارچوب کلی «در گلستانه» به صورت «اپی زودیک» و در عین حال «ادواری» بوده و تِم‌های به خصوصی که یادآور تصاویر شعر هستند به منظور وحدت فرمی در مکانهای مختلف ظاهر شده و در پایان همان حالت پر ابهام و آسمانی ابتدای قطعه تکرار می‌گردد. این اثر دارای چهار قسمت مشخص است که هر کدام به فضای به خصوصی از شعر اختصاص یافته‌اند.

## هنرمندان
برخی از هنرمندان این اثر عبارتند از:
1. هوشنگ کامکار: آهنگساز
2. شهرام ناظری: آواز
3. احمدرضا احمدی: دکلمه اشعار
4. ارسلان کامکار: ویولن
5. بیژن کامکار: دف
6. اردشیر کامکار: کمانچه
7. ارژنگ کامکار: تنبک
8. اردوان کامکار: سنتور
9. منوچهر انصاری: ویولن

- خوشنویسی روی جلد: بیژن بیژنی
- طرح واجرای جلد: آیدین آغداشلو

## منبع
- تارنمای شهرام ناظری
- پایگاه مجازی دلنوازها